# Cristian Diaconescu
Cristian Diaconescu (Bukarest, 1959. július 2. –) román politikus, diplomata; 2004-ben igazságügy-miniszter, 2008-2009 között, majd 2012-től Románia külügyminisztere.

## Élete
1983-ban szerzett diplomát a Bukaresti Egyetem jogi karán, és 1989-ig bíróként tevékenykedett. 1990-től a Külügyminisztériumban dolgozott, mint diplomata (EBESZ, BSEC) egészen 2000-ig. 2001-ben külügyi államtitkárrá, 2004-ben pedig az európai ügyek minisztériumának államtitkárává nevezték ki. 2004 március és október között a szociáldemokrata Adrian Năstase kormányában az igazságügyi miniszteri tisztséget töltötte be. Szenátori mandátumát a 2004-es választásokon nyerte a PSD Constanța megyei listáján.
Még ugyancsak a PSD színeiben – a 2008-2009-es PDL-PSD nagykoalíciós kormányban – töltötte be a külügyminiszteri tisztséget. Traian Băsescu 2009. október 1-jén menesztette a belügyi tárca vezetőjét, Dan Nicát, mire válaszul a szociáldemokrata miniszterek – köztük Diaconescu – kiléptek a kormányból. A PSD 2010-es kongresszusa után, Victor Ponta pártelnökké választását követően megromlott viszonya a párt vezetésével, és átnyergelt az UNPR-be, amelynek tiszteletbeli elnökévé választották 2010 májusában. 2011 februárjától a román szenátus alelnöke.
2012 januárjában az egészségügy tervezett privatizációja utcai megmozdulásokat váltott ki országszerte, követelve Traian Băsescu és a kormány lemondását. Teodor Baconschitől vette át a tárca vezetését január 24-én, miután Emil Boc kormányfő menesztette elődjét, aki internetes blogjában, a verekedésbe torkollott 22-ei bukaresti utcai tüntetések után „közönséges, ostoba, erőszakos tömegnek” nevezte a tüntetőket.